# Пожарный спорт на летних Олимпийских играх 1900
Пожарный спорт на летних Олимпийских играх 1900 (англ. Fire fighting at the 1900 Summer Olympics, в официальных документах представлен под наименованием фр. Concours de manoeuvres de pompes à incendie) — соревнование, проходившее во время летних Олимпийских игр 1900 года в Париже, но имевшее при этом формально неофициальный статус и являвшееся частью Всемирной выставки, а не программы Олимпиады. Соревнования по пожарному спорту проходили среди любителей и профессионалов. Эти соревнования не были признаны официальными, хотя Международный олимпийский комитет не проводил каких-либо совещаний по поводу того, какие виды спорта признавать официальными, а какие — нет.

## Участники и программа соревнований
Соревнования проводились среди профессиональных пожарных бригад и бригад волонтёров. Среди волонтёров были заявлены бригады из Порту (Португалия), Лейтона (Великобритания) и Будапешта (Венгрия); из профессионалов участвовали бригады пожарных из Милана и Канзас-Сити.
В соревнованиях пожарных бригад участвовала команда из России, под руководством петербургского брандмайора Митрофана Кириллова. Кириллов также входил в судейскую бригаду состязаний.
Условия соревнования заключались в следующем: в шестиэтажном здании на 3-м этаже вспыхнул пожар: четвёртый этаж и лестницы на два последующих этажа оказывались полностью заблокированными. Пожарным необходимо было спасти людей, оказавшихся на 5-м и 6-м этажах: реальных людей в качестве «пострадавших» не использовали.

## Медальный зачёт
| Категория     | Золото             | Серебро                 | Бронза             |
| ------------- | ------------------ | ----------------------- | ------------------ |
| Волонтёры     | Порту (Португалия) | Лейтон (Великобритания) | Будапешт (Венгрия) |
| Профессионалы | Канзас-Сити (США)  | Милан (Италия)          | не было            |

## Призы победителям
Оценивая выступление бригад, жюри отметили, что никто из начальников пожарных команд не проводил разведку и некоторые отряды действовали не по плану, однако в целом выступление всех пожарных команд было высоко оценено. В номинации среди волонтёров победителям из Порту вручили кубок и премию в 1500 франков, занявшим второе место пожарным из Лейтона — пальмовую ветвь и 800 франков, занявшим третье место пожарным из Будапешта — памятную табличку и премию в 400 франков. Команды из Канзас-Сити и Милана получили кубки: американцы получили премию в 800 франков, итальянцы — 500 франков.
В американском отчёте об играх, подготовленном компанией Spalding, одна из страниц была посвящена пожарному спорту и победе пожарных Канзас-Сити, которую обеспечила «их знаменитая компания № 1 по выпуску пожарных машин и пожарных лестниц» (англ. its famous engine and hook and ladder company No.1). Также победителей наградили золотыми медалями, одна из которых была продана на аукционе в 2020 году.